# Jörg Immendorff
Jörg Immendorff, född 14 juni 1945, död 28 maj 2007 i Düsseldorf, var en tysk konstnär.
Immendorff var elev till Joseph Beuys på Kunstakademie Düsseldorf. Hans måleri, som tog sin utgångspunkt i Tysklands delning, var revolutionärt och ironiskt och hans mest kända verk är Café Deutschland, 1976–1978, som består av 16 stora målningar. Han avled av nervsjukdomen ALS 61 år gammal.

## Galleri

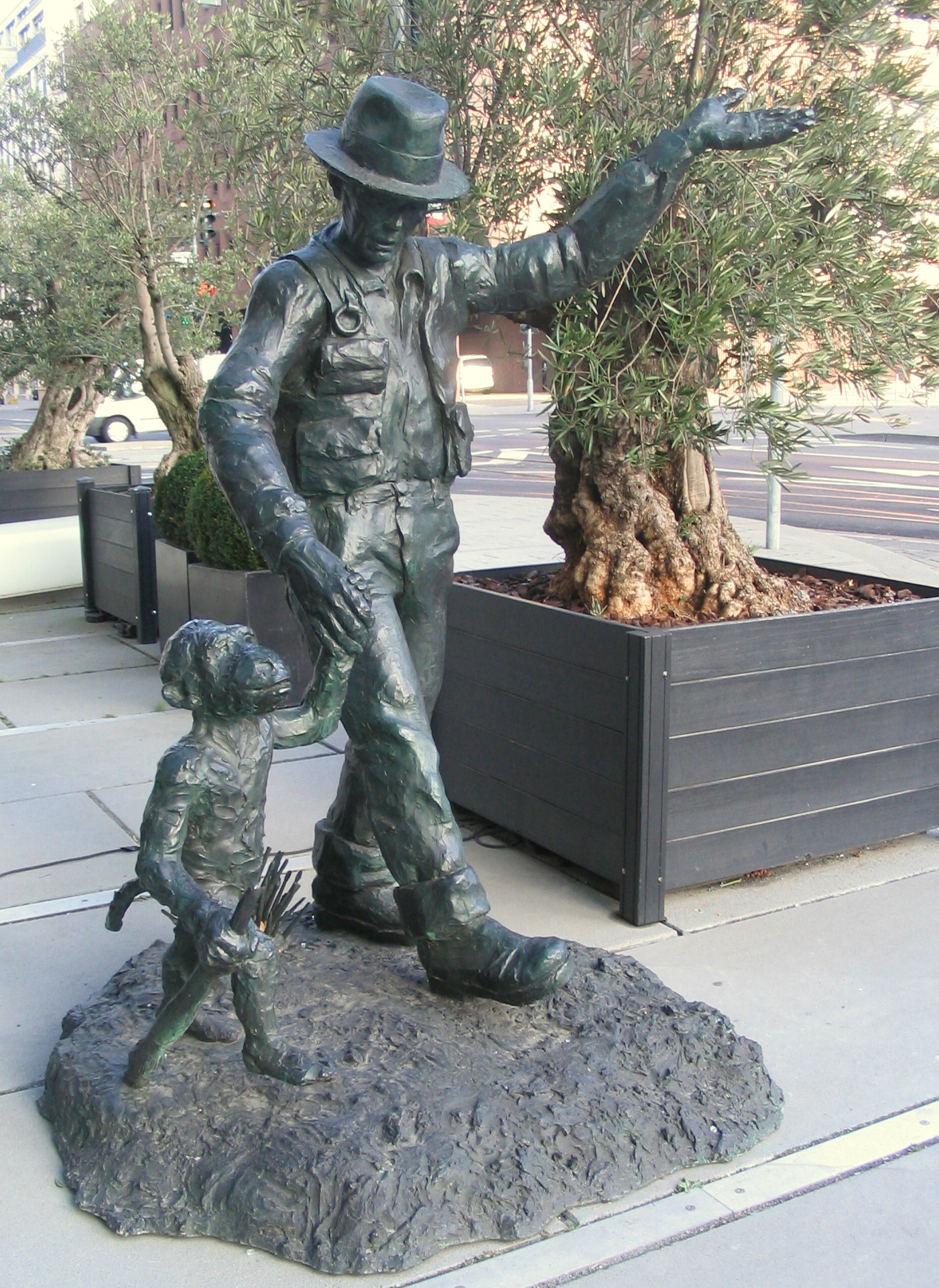
Affenplastik, 2002, Skulptur med Joseph Beuys.
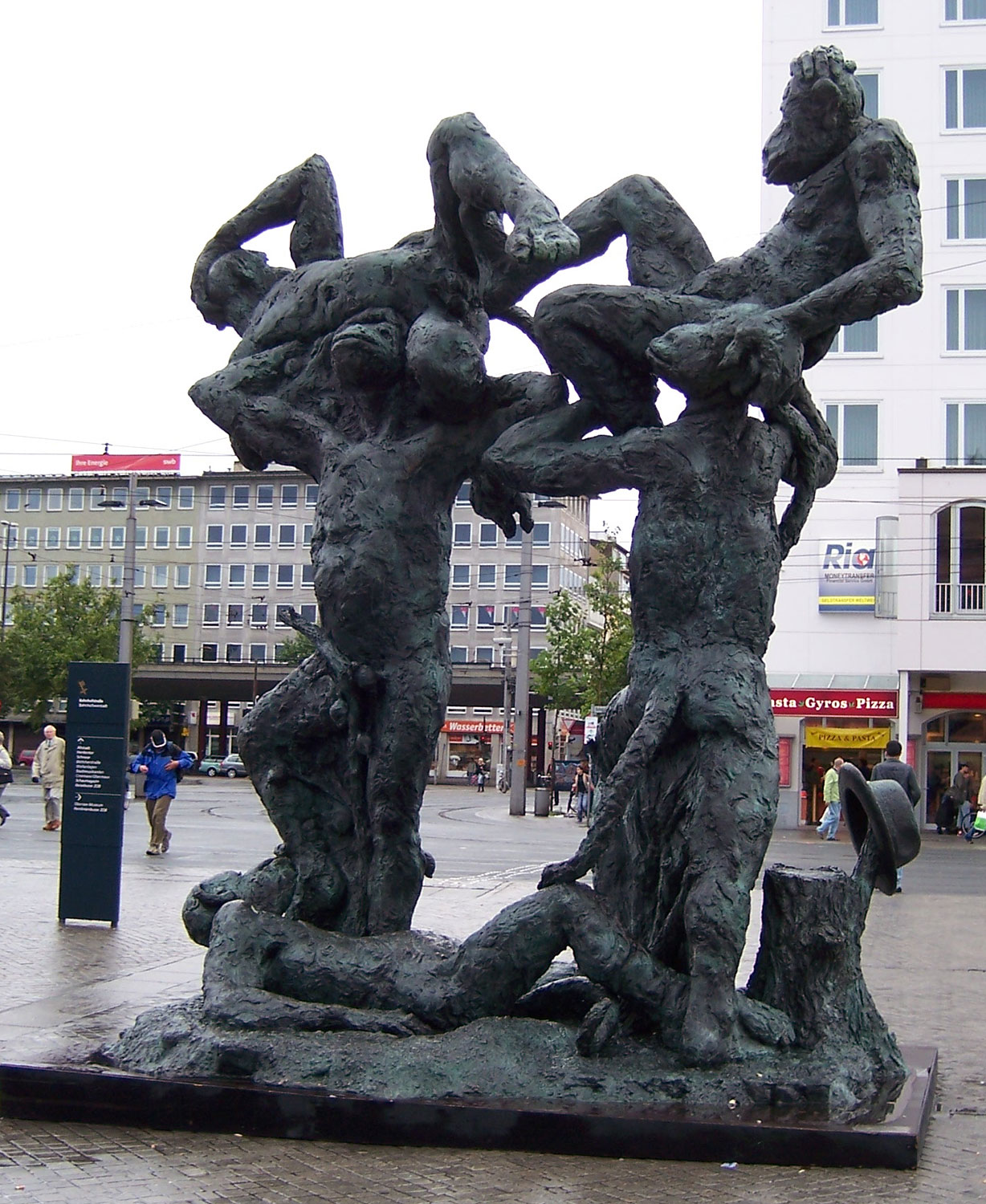
Bremen
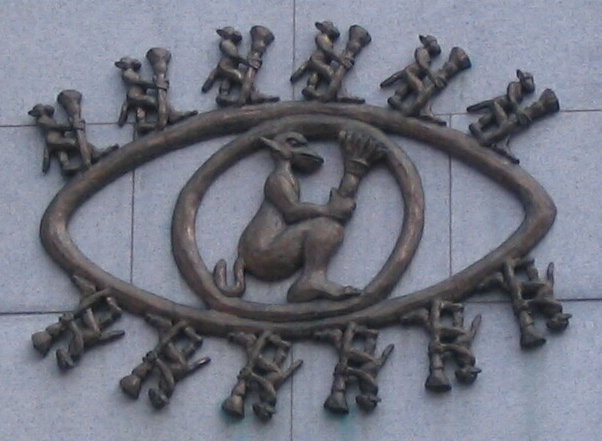
Düsseldorf
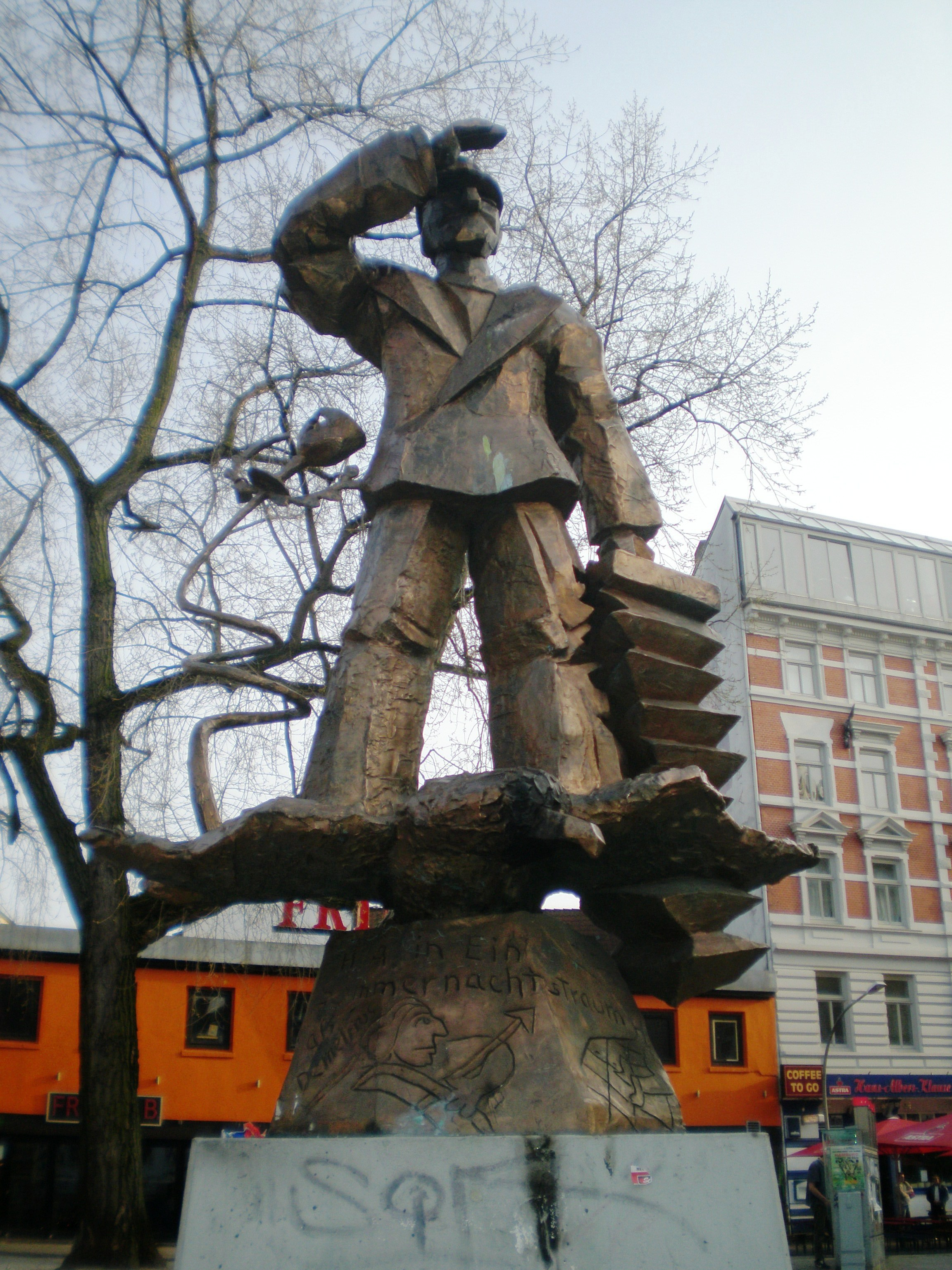
Hans-Albers Hamburg.
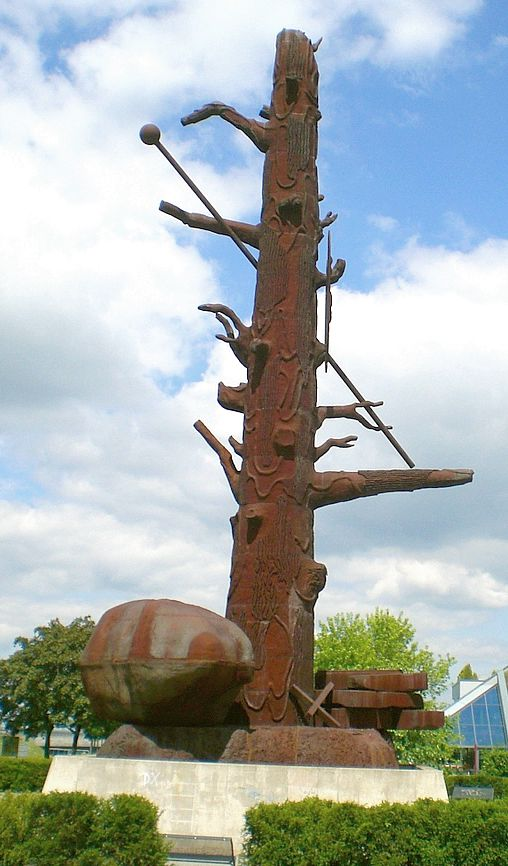
Elbquelle Skulptur av Jörg Immendorff  i Riesa 1999.